# Majoránka zahradní
Majoránka zahradní (Origanum majorana, syn. Majorana hortensis) je aromatická a léčivá rostlina z čeledi hluchavkovitých (Lamiaceae).

## Popis
Majoránka zahradní je v přirozeném prostředí vytrvalá bylina nebo polokeř, pěstována v českých podmínkách obvykle pouze jednoletá bylina. Lodyha je přímá, listy vstřícné, drobné, oválného či obvejčitého tvaru. Malé, oboupohlavné květy tvoří husté lichopřesleny na koncích lodyh, před rozkvětem jsou skryty v okrouhlých listenech. Kalich je tvořen jediným celistvým pyskem, koruna je asi 4 mm dlouhá, dvoupyská, bílá či světle růžová. Plody jsou tvrdky, které úplně dozrávají jen v teplých oblastech. Celá rostlina příjemně voní.

## Výskyt a pěstování
Původně rostla ve Středomoří jako součást řídké stálezelené keřovité vegetace (garrigue) na mělkých, suchých půdách. Pěstovali ji už i staří Egypťané, Řekové a Římané a v době křižáckých výprav do Svaté země v raném středověku se rozšířila do zbytku Evropy. Ve středoevropských podmínkách je málo otužilá, nevydrží tedy celoročně venku a lze ji pěstovat pouze jako letničku.

## Použití
Používá se jako koření na dochucování polévek, omáček a masitých jídel, často se užívá dohromady s česnekem. Ve staročeské kuchyni je nezbytnou přísadou zabíjačkových specialit, dršťkové polévky, bramborové polévky (bramboračky) a bramboráku (cmundy). Díky svému blahodárnému účinku na trávení se přidává do pokrmů z luštěnin, zelí či do tučných jídel. Vyniknout dává především chuti zvěřiny nebo pečeným játrům. Velmi dobře se hodí také do lehkých zeleninových nebo vaječných salátů. Využívat ji lze v čerstvém i sušeném stavu. Její předností je, že neztrácí aroma, které se výborně snoubí s ostatními druhy koření, např. tymiánem.

## Léčivé účinky
Povzbuzuje chuť do jídla a podporuje tvorbu žaludečních šťáv. Působí také protinadýmavě. Uvolňuje křeče a posiluje nervový systém. Pomáhá při ženských onemocněních, protože posiluje dělohu. Čaj z majoránky může pomoci při bolestech hlavy nebo nachlazení. Neměla by být užívána během těhotenství.

## Galerie

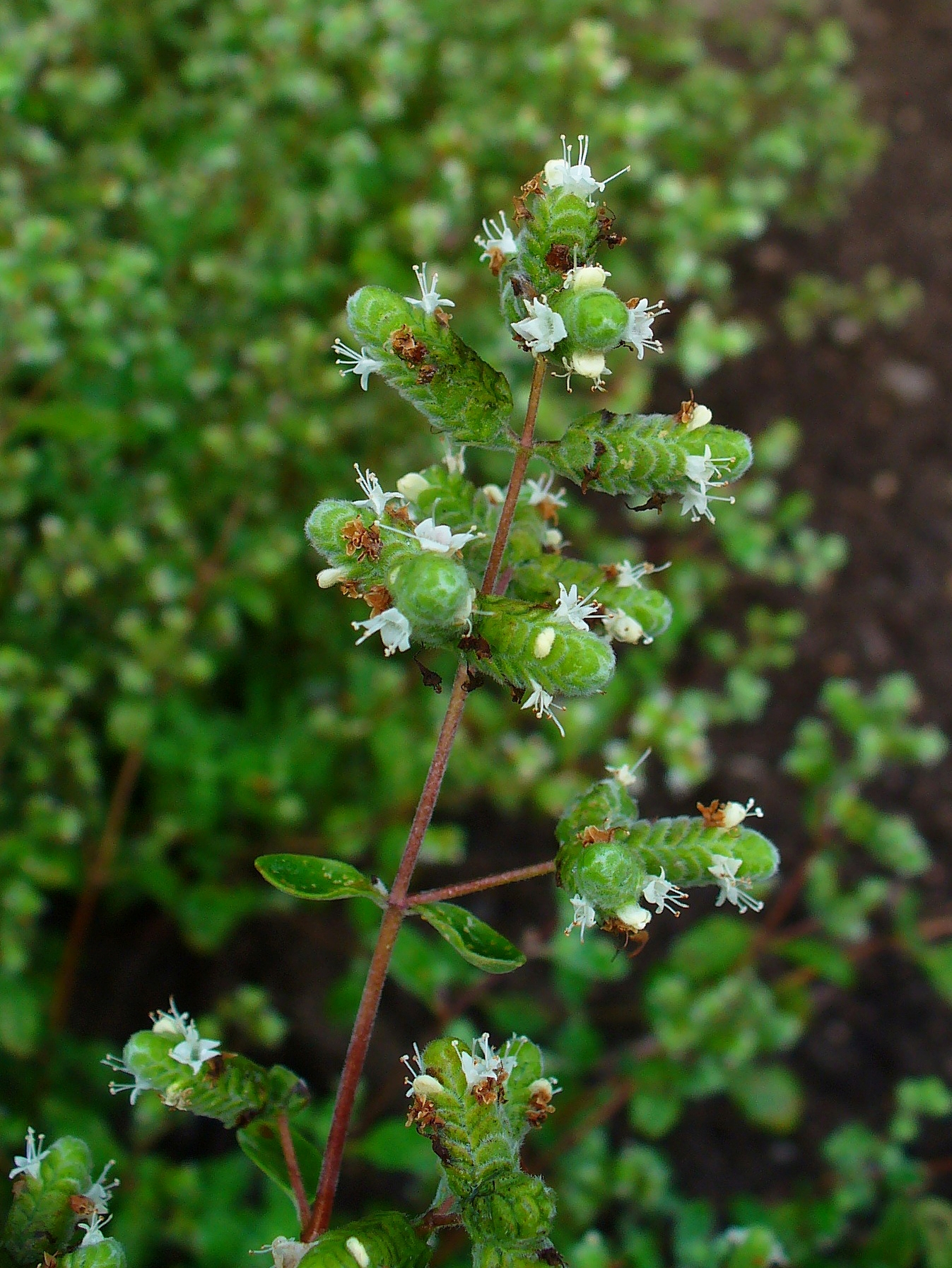
Záběr na květenství
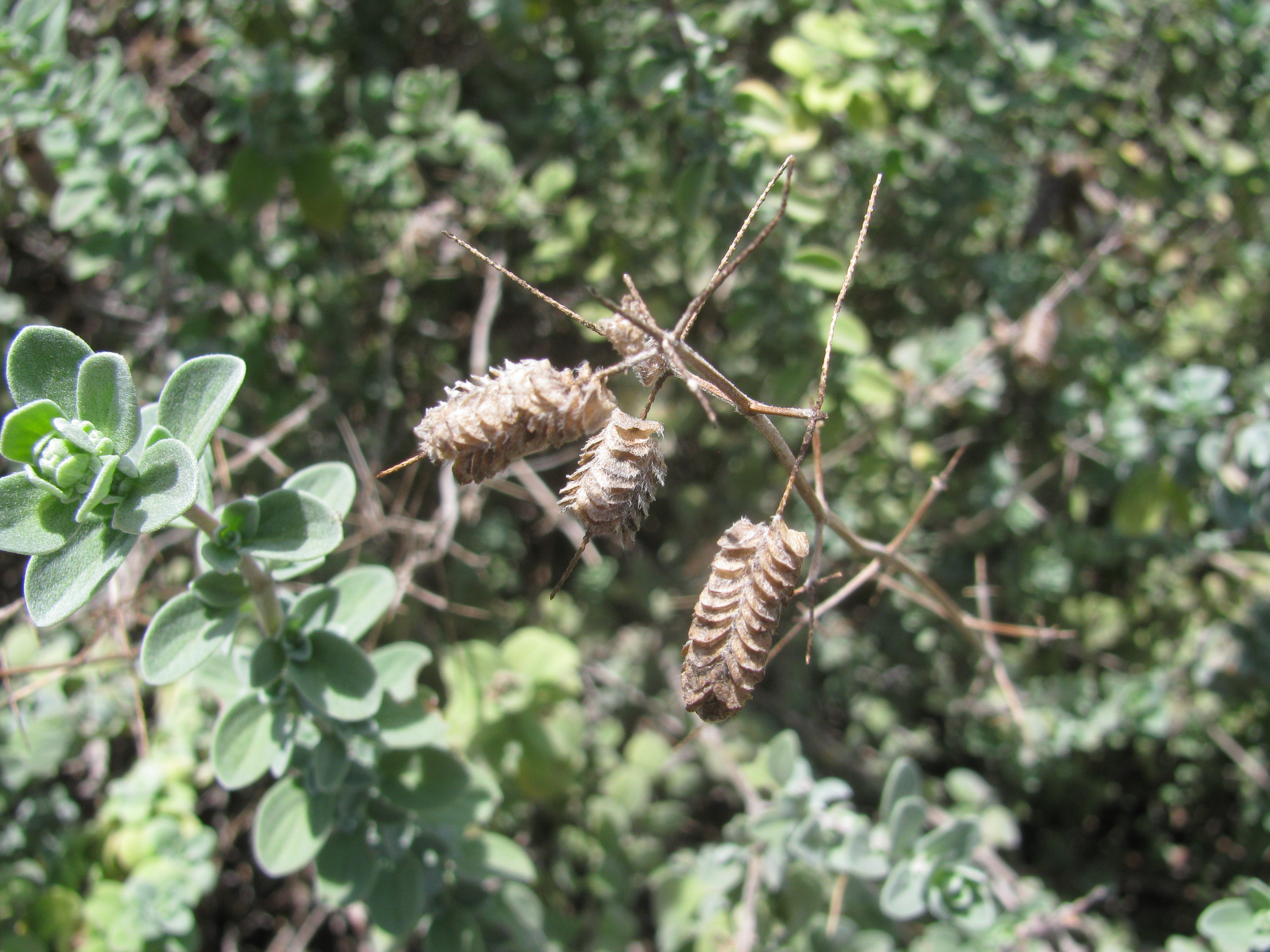
Odkvetlá květenství
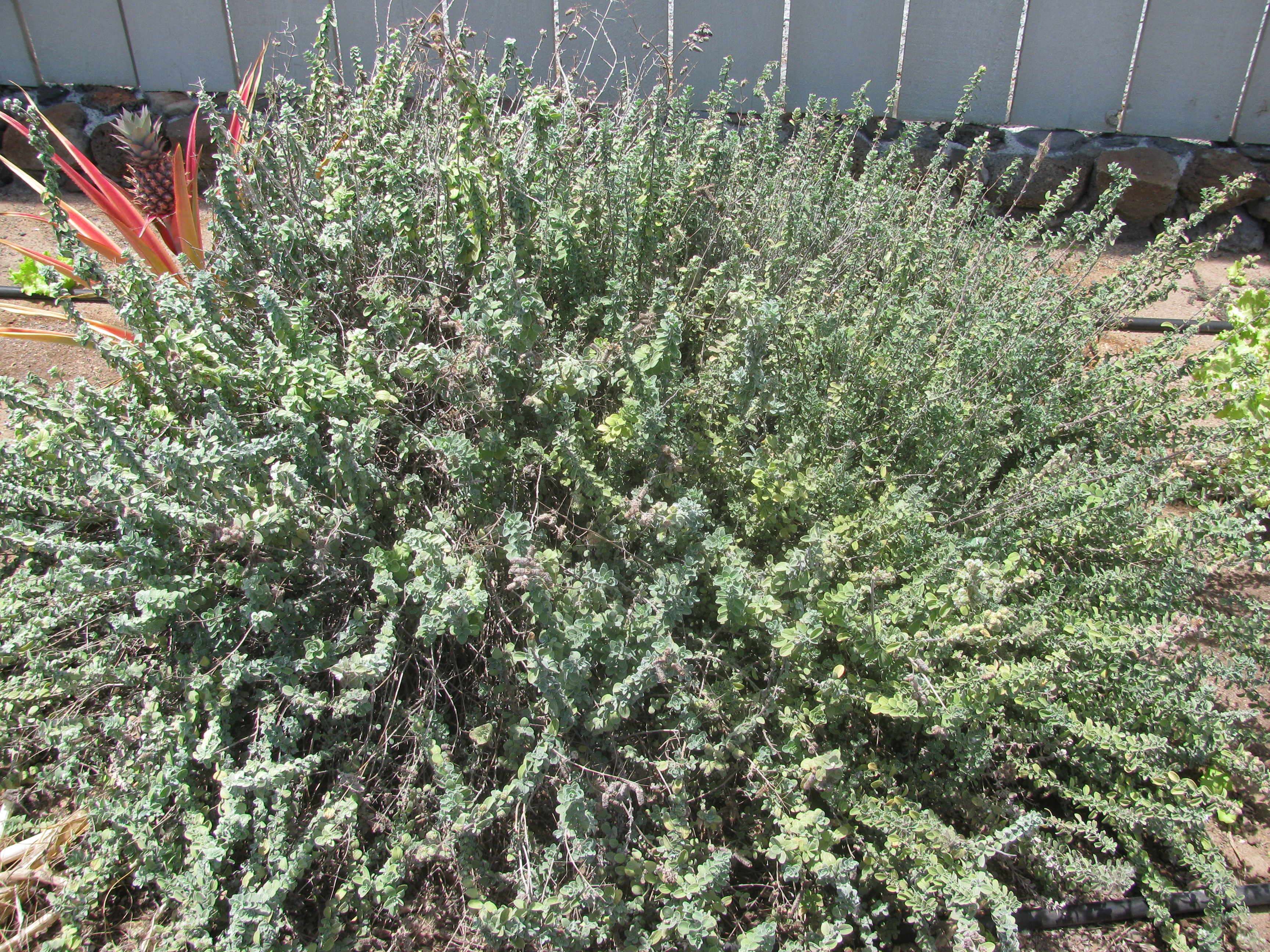
Habitus polokeře
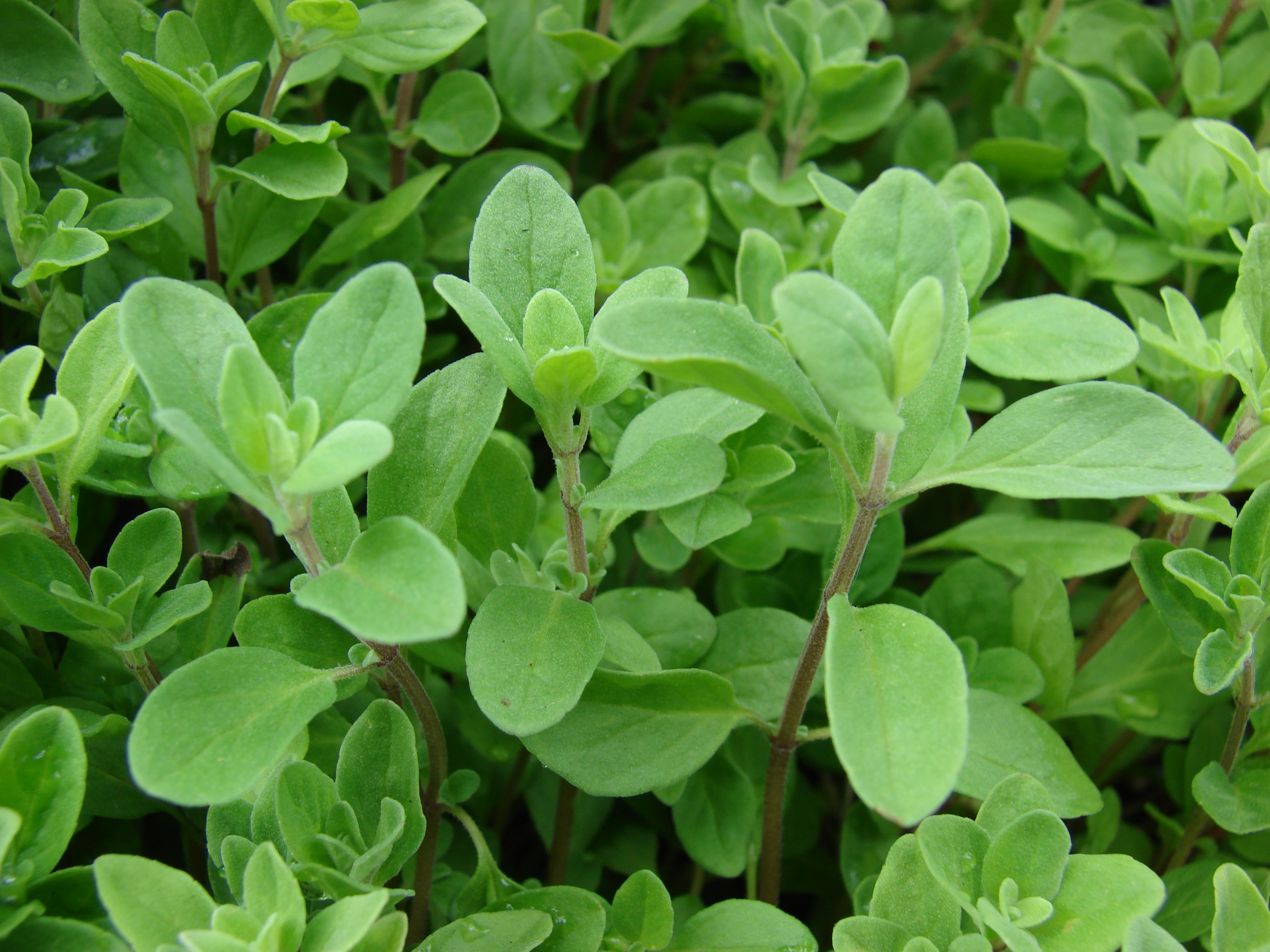
Čerstvé výhonky